# 瑪麗醬陷入絕境
《瑪麗醬陷入絕境》是艾尼克斯在1983年2月發售的成人遊戲，由Dynamic所屬的漫畫家負責開發。
《瑪麗醬陷入絕境》是一部冒险游戏，玩家所扮演的是女高中生瑪麗醬的戀人。某一天，瑪麗醬突然被跟踪狂誘拐。之後玩家需靠着石头、剪子、布來救她。勝負全由運氣決定。遊戲分為五關，玩家在取得一定次數的勝利後便能救出瑪麗醬，同時令她脫掉一件衣服。
《瑪麗醬陷入絕境》在艾尼克斯主辦的第1屆遊戲愛好者程式設計大賽中獲得優秀程式獎。艾尼克斯在次年把13部獲獎作品推出到市面。不过其他評論者对之有着褒貶不一的评價。

## 遊戲系統
《瑪麗醬陷入絕境》是一部冒险游戏。本作把女高中生瑪麗醬設定成玩家的女友。某一天，她突然被跟踪狂誘拐。之後玩家需靠着石头、剪子、布來救她。勝負全由運氣決定。在遊戲中，F1至F3键分別代表石头、剪子、布。與系統打成平手亦算作落敗。本作採用與九十九電機的《野球拳》同樣的系統。
《瑪麗醬陷入絕境》分為五關。玩家在取得一定次數的勝利後便能救出瑪麗醬，同時令她脫掉一件衣服。不過若玩家的營救行動失敗，那麼瑪麗醬便會喪命。同時遊戲結束，畫面一轉到「為瑪麗醬的遺照添上線香」的插畫。瑪麗醬於遊戲中的死法有被刀刺死、電死、溺死、炸死。玩家最終會為了讓瑪麗醬脫衣而直接與之對決，不過脫下其內褲時其性器官會被文字遮蓋。

## 開發與發行
《瑪麗醬陷入絕境》的開發者為Dynamic所屬的漫畫家，同時亦是永井豪和菅谷充的徒弟。槙村此前曾參與九十九電機的成人遊戲《野球拳》的開發工作。《野球拳》在發行後獲得不錯的評價，艾尼克斯因此邀請槙村開發《瑪麗醬陷入絕境》。本作的原畫和程式全由他單獨負責。它以磁带或软盘形式發行，相容FM-7/8、PC-8801、PASOPIA7。磁带版售價為3,600日元，软盘版為5,800日元。磁带版的製作人員名單寫道，角色瑪麗醬的聲優為槙村還在就讀高中的表妹。部分評論者更認為瑪麗醬的原型就是她。本作雖是成人遊戲，但其發行時並沒有任何的年齡限制規定。遊戲包裝由永井的助手負責繪製。槙村之後亦為艾尼克斯開發成人遊戲《女子宿舍大危機》（女子寮パニック）和《El Dorado Denki》（エルドラド伝奇）。
雖然本作在支援8色圖形的平台上開發，但當時尚沒發展出讓人於電腦環境中繪畫的技術。槙村於是把原畫描摹到透明膠片上，之後再把膠片置於螢幕上，利用BASIC語言把線內的部分填色。此一手法仍本作及初期冒險遊戲的常用技巧，不過其亦有不少缺點，像是不能畫出色彩梯度和陰影，要求輪廓線必須完全閉合。

## 評價
《瑪麗醬陷入絕境》在艾尼克斯主辦的第1屆遊戲愛好者程式設計大賽中獲得優秀程式獎。大賽於1982年舉辦，艾尼克斯在次年把13部獲獎作品推出到市面。本次大賽總共选出一部最優秀作、兩部優秀作、十部入圍作。IGN Japan的歐陽宇亮把本作選為「1983年度最佳遊戲」，他認為本作在1980年代眾多「帶點色氣的野球拳類遊戲中……最為大放異彩」，並認為它的確值得於上述大賽中獲獎。他亦寫道，瑪麗醬於遊戲結束時死亡的系統沒有帶給他「一點的緊張感，反而感到一點的樂趣」。對他而言，成人內容只是遊戲的配菜。
不过其他評論者对之有着褒貶不一的评價。雜誌《Asokon》（アソコン）為之打出3/5的分數。多根清史在《超成人遊戲》（超エロゲー）中寫道，瑪麗醬的確在遊戲中經常遇上各種不測，「無愧標題『陷入絕境』之名」。此外他亦讚揚本作的文本「有品味」，不過卻認為其成人內容質量差劣。電腦遊戲雜誌的編輯前田尋之在《我們的美少女遊戲編年史》（ぼくたちの美少女ゲーム クロニクル）中指出，遊戲的「設定十分離奇」，再加上瑪麗醬奇怪的姿勢和死亡頻率很高——上述因素皆令之成為「帶超現實成分的有趣作品」。「電腦世界的秘密基地」（電脳世界のひみつ基地）的編輯松田表示，本作是以石頭、剪子、布來定生死的「黑暗遊戲」，故不滿瑪麗醬只在當中把脫衣當作報酬。不過整體而言，它卻是款「帶超現實和黑色幽默成分」的搞笑遊戲。《成人遊戲文化研究概論（修訂版）》（エロゲー文化研究概論 増補改訂版）著者宮本直毅寫道，磁帶版的聲音讀取速度較慢，不時有延遲，令他「感受到當時的獨特風味」。此外宮本亦提到《瑪麗醬陷入絕境》沒有聘請專業聲優這點，形容這令他感受到其所帶有的「自家製」味道。漫畫家J. Sairo在成人遊戲雜誌《BugBug》的「懷舊美少女遊戲專欄」中提到，瑪麗醬可能是首位於電腦遊戲中登場的吊眼梢角色，不過他對登場角色的服裝和姿勢持懷疑態度。他認為本作屬於艾尼克斯「奇妙类遊戲」中伴帶過激演出的「怪誕作品」。